# PlayStation Link Cable

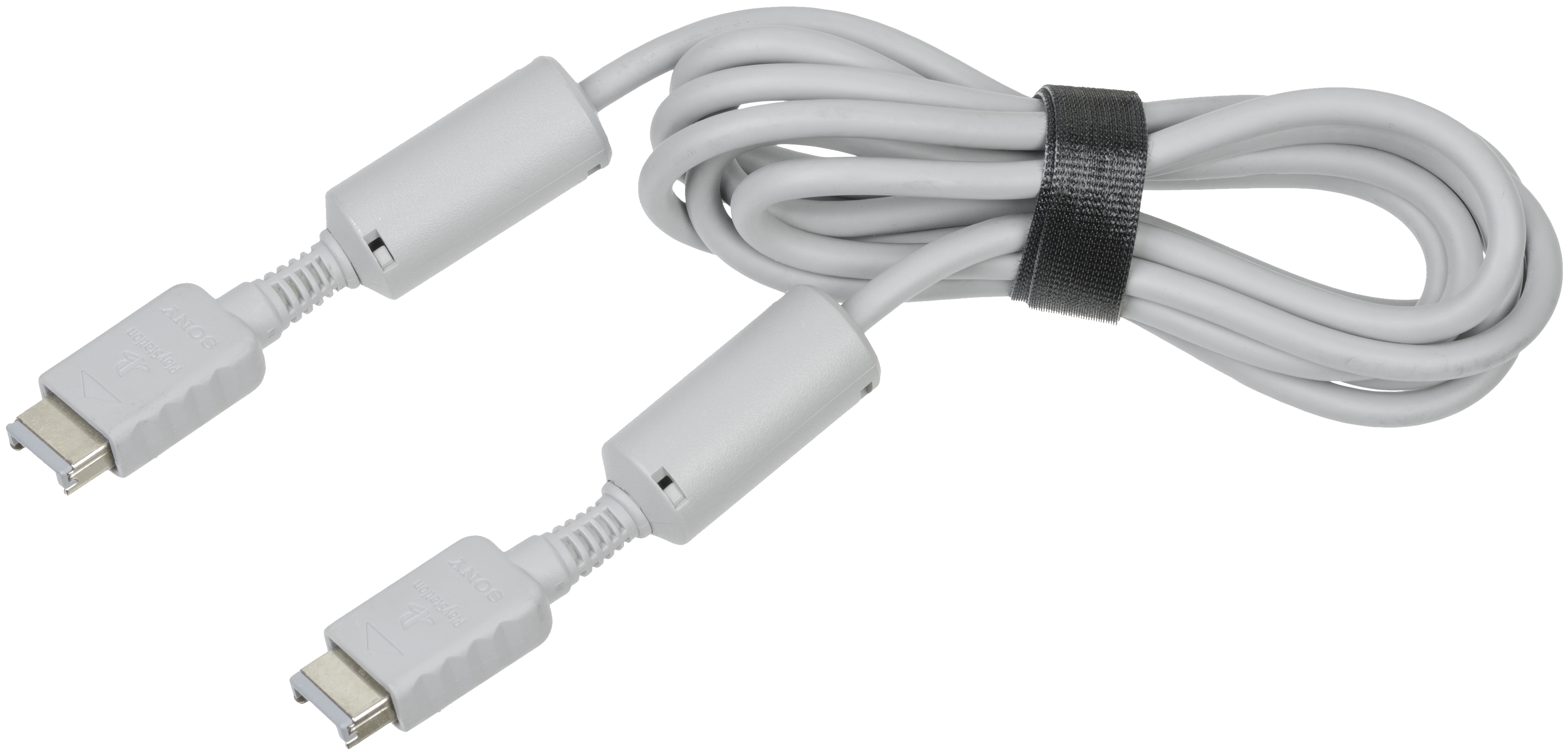
PlayStation Link Cable

Il PlayStation Link Cable (SCPH-1040) è una periferica per Sony PlayStation, che sfrutta la porta seriale. Consiste in un cavo in grado di unire due console per giocare in contemporanea allo stesso videogioco su due schermi differenti, evitando lo split screen ed aumentando quindi la qualità della grafica (dato che ogni console deve gestire solamente un giocatore).

## Videogiochi
Per giocare con il PlayStation Link Cable sono necessarie due copie del titolo. Tra i videogiochi che supportano tale funzionalità figurano Descent, Destruction Derby, Formula 1, R4: Ridge Racer Type 4, TOCA 2 Touring Cars ed i titoli della serie Wipeout.